# Gentamicina 2'-N-acetiltransferasi
La gentamicina 2'-N-acetiltransferasi è un enzima appartenente alla classe delle transferasi, che catalizza la seguente reazione:
acetil-CoA + gentamicina C1a ⇄ CoA + N2′-acetilgentamicina C1a
Possono agire come accettori anche gli antibiotici gentamicina A, sisomicina, tobramicina, paromomicina, neomicina B, kanamicina B e kanamicina C.